# Льюис, Тед (писатель)
Тед Льюис (англ. Ted Lewis; 15 января 1940, Манчестер — 1982) — британский писатель, автор детективов.

## Биография
Тед Льюис родился в Манчестере, но жил там недолго. После Второй мировой войны его семья переехала в Бартон-он-Хамбер. Он четыре года посещал художественную школу. Родители не хотели, чтобы Тед учился в художественной школе, но учитель Теда, зная о его таланте, посоветовал родителям не стоять на его пути.
Льюис Работал в рекламе, а затем как мультипликатор на телевидении и в кино, в частности в мультфильме «Жёлтая подводная лодка». Его первый роман All the Way Home and All The Night Through вышел в 1965 году. Самой известной книгой Льюиса стал его первый детективный роман «Убрать Картера» (1970), впоследствии трижды экранизированный. Всего он написал восемь романов, а также сценарии для нескольких серий полицейского сериала Z-Cars.

## Экранизации
- 1971 — Убрать Картера / Get Carter
- 1972 — Наемный убийца / Hit Man
- 2000 — Убрать Картера / Get Carter
- 2007 — Змий / (фр. Le Serpent)